# ホツィムスク地区
ホツィムスク地区（ベラルーシ語: Хоцімскі раён; ロシア語: Хотимский район）は、ベラルーシ共和国マヒリョウ州にある21のラヨンのうちの一つ。中心都市はホツィムスク。